# Sandla
Sandla är en ort i Estland. Den ligger i Pihtla kommun och landskapet Saaremaa (Ösel), i den västra delen av landet, 170 km sydväst om huvudstaden Tallinn. Sandla ligger 9 meter över havet och antalet invånare är 113. Den ligger på ön Ösel.
Terrängen runt Sandla är mycket platt. Havet är nära Sandla åt sydost.  Närmaste större samhälle är Valjala, 11,0 km norr om Sandla.